# Sát thủ quyền
Sát thủ quyền là món võ mang lối đánh có tính sát thương cao, hiểu theo một góc độ rộng khắp thì nó cũng là một dạng của chân quyền, được chuyên biệt hóa về lối đánh nhằm mang lại sát thương cao nhất cho đòn triển khai. Người Trung Quốc có môn võ Thái cực quyền vận dụng nhu mềm để khống chế cương lực, hay môn võ Ngũ hình quyền mô phỏng hoạt động, dáng điệu của các loài thú trong rừng để luyện tập trí lực. Thì Sát thủ quyền là môn võ sáng tạo của người Việt Nam cho phù hợp với dáng dấp nhỏ bé, nhanh nhẹn. Mức độ sát thương của đòn đánh cao, rất thực dụng trong chiến đấu.

## Đặc trưng
Về bộ pháp, sát thủ quyền sử dụng hấu hết các bộ pháp của chân quyền.
Về di chuyển, tiến thoái trong cách đánh, nó đòi hỏi linh hoạt, có thể luồn lách, sàng tránh đòn của đối phương. Đây chính là lối tấn công quần thân. Lối đánh này đòi hỏi phản ứng nhanh nhẹn, mạch hoạt, tấn công chuẩn xác vào các điểm yếu, các huyệt đạo tối quan trọng trên cơ thể đối phương khiến cho bằng thời gian ngắn nhất, hiệu quả đòn đánh sát thương mạnh nhất. Thường nạn nhân sẽ bất tỉnh nhân sự hay nạng hơn là tử thương.
Vũ khí trên cơ thể con người sử dụng trong sát thủ quyền chủ yếu bằng cùi trỏ, đầu gối, cạnh bàn tay, cạnh bàn chân.

## Hệ thống liên hợp tấn công
Mỗi võ phái cổ truyền luôn có những đòn đánh, chiêu thức sử dụng các đòn tấn công có sự ly ngắn và đòi hỏi tốc độ cao. Sát thủ quyền là một liên hoàn các chiêu thức đánh cận chiến quần thân.
Sát thủ quyền có tất cả là 4 bài quyền, mỗi bài có các cách di chuyển hợp lý riêng biệt, lối sử dụng đòn tấn công cũng có khác biệt. Sát thủ quyền chủ yếu sử dụng các kỹ thuật nhập nội.